# Newborough, Wales

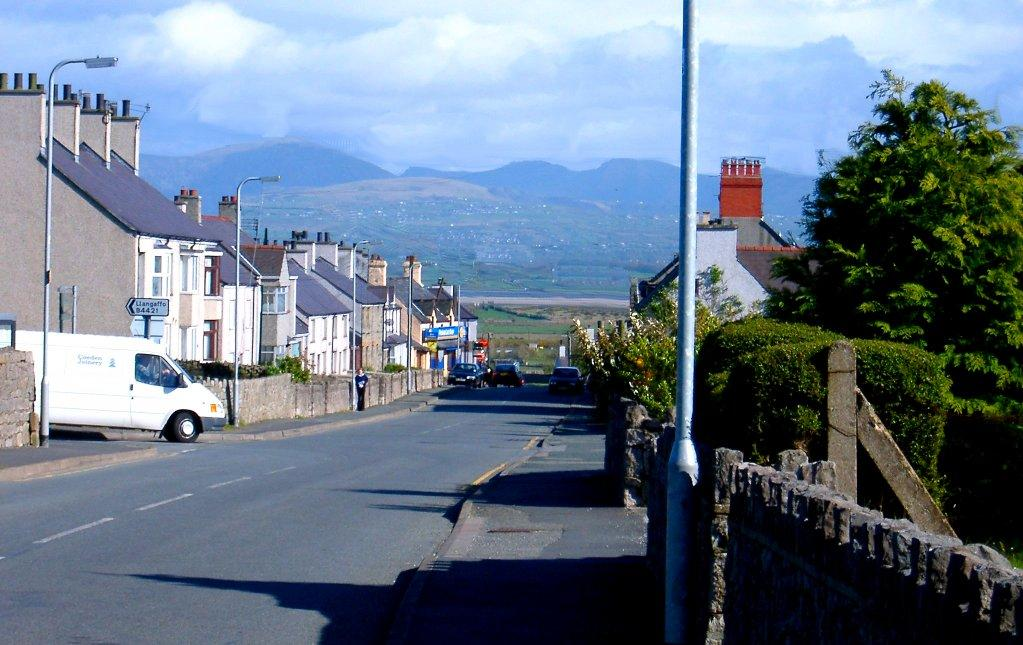
Newborough med Snowdonia i bakgrunden

Newborough (kymriska: Niwbwrch) är en ort på sydvästra Anglesey, i kommunen Isle of Anglesey, i Wales.

## Historia
Newborough grundades av Edvard I av England år 1294, för att rymma personerna som blev borttvingade från Llanfaes för att ge plats åt borgen Beaumaris. Staden var bokstavligen en "ny borough" och fick sina rättigheter år 1303. Under 1500-talet var Newborough Angleseys huvudort och var en gång i tiden platsen för en framgångsrik sandrörsindustri, använd för att producera mattor, nät och rep.

## Idag
Newborough är en lugn ort med attraktiv miljö som bjuder besökarna på flera promenadmöjligheter, inte minst Newborough Warren, en av de största områdena med sanddyner runt Brittiska öarna. Stora delar av området runt Newborough är ett naturreservat, vilket gör att många fågelskådare och andra naturintresserade besöker området.